# Raymond Dronne
Pour les articles homonymes, voir Dronne (homonymie).
Raymond Dronne, né le 8 mars 1908 à Mayet (Sarthe) et mort le 5 septembre 1991 à Neuilly-sur-Seine, est un officier des forces françaises libres de la Seconde Guerre mondiale, nommé compagnon de la Libération.
Il est connu comme étant le commandant d'unité du premier détachement de la 2e division blindée à être entré dans Paris au soir du 24 août 1944, lors de sa libération. 
Il est également connu pour avoir arboré sur sa jeep une petite flamme portant l'inscription « Mort aux cons ». À ce propos, le général Leclerc l'aurait réprimandé, signalant au passage que les munitions manqueraient pour y parvenir.

## Biographie

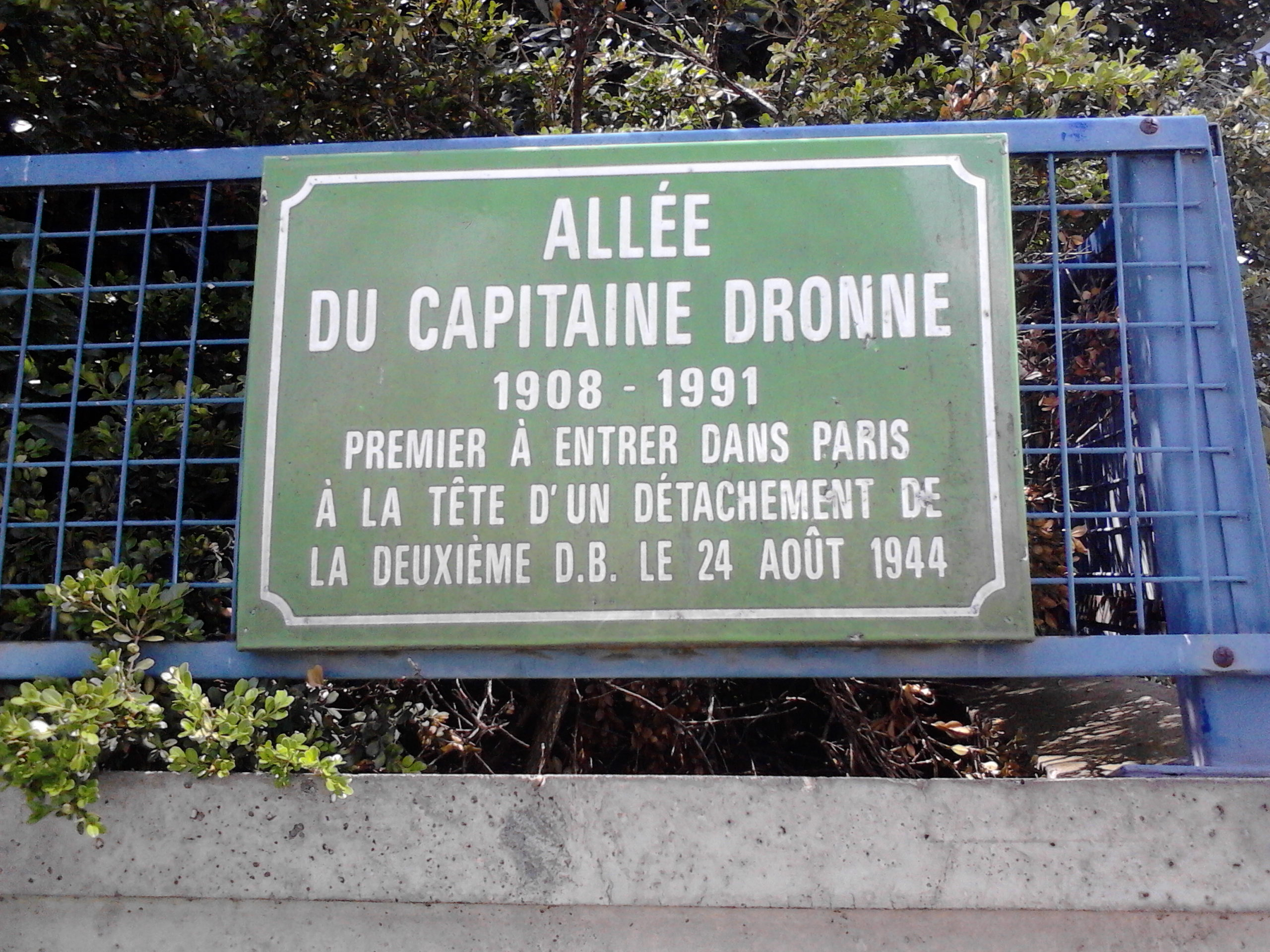
L'allée du Capitaine Dronne est située à proximité du Musée du Général-Leclerc-de-Hauteclocque-et-de-la-Libération-de-Paris – musée Jean-Moulin, dans le de Paris.

Raymond Dronne est issu d'une famille de cultivateurs et de meuniers installée depuis plusieurs siècles dans la Sarthe, à Écommoy et de Mayet. C'est dans ces deux communes qu'il fait ses études primaires avant de fréquenter le lycée du Mans et les universités de Leipzig et de Berlin. Diplômé de l'École libre des sciences politiques, docteur en droit de la faculté de Paris, il devient administrateur des colonies en 1937. Il rallie la France libre en août 1940.  
Le général Leclerc, commandant de la 2e division blindée, lui ordonne de participer à la libération de Paris en lui lançant : « Filez droit sur Paris, entrez dans Paris ! ». Il est à l'époque capitaine de la 9e compagnie du Régiment de marche du Tchad (surnommée la Nueve), constituée essentiellement de républicains espagnols dont il parlait la langue. Il se dirige droit vers l'hôtel de ville qu'il atteint le soir du 24 août 1944. Il aurait fait repeindre la devise « Mort aux cons » sur le capot de sa jeep avant d'entrer dans Paris. Terminant la guerre au grade de chef de bataillon, il est nommé colonel en 1947. 
Il devint par la suite maire d'Écommoy de 1947 à 1983, sénateur de 1948 à 1951, et député de la troisième circonscription de la Sarthe de 1951 à 1962 et de 1968 à 1978, succédant à Albert Fouet.
Dans le film Paris Brûle-t-il ? de René Clément, son rôle est interprété par l'acteur Georges Staquet.

## Ouvrages
- La Révolution d'Alger, éd. France Empire, 1958[7].
- Le Serment de Koufra, éd. Harmattan, 1965 et Éditions J'ai lu Leur aventure, no A239.
- La Libération de Paris, éd. Presses de la cité, 1970.
- Carnets de route d'un croisé de la France Libre, éd. France Empire, 1984.
- Carnets de route, tome II – L'hallali de Paris à Berchtesgaden – Août 1944-1945, éd. France Empire, 1985.
- Vie et mort d'un Empire – La décolonisation, éd. France Empire, 1989.

- Prix Georges-Bruel de l’Académie des sciences d’outre-mer.
- Paco Roca (trad. Jean-Michel Boschet, préf. Anne Hidalgo, postface Robert S. Coale), La Nueve : Les Républicains espagnols qui ont libéré Paris [« Los surcos del azar »], Paris, Delcourt, coll. « Mirages », avril 2014, 320 p. (ISBN 978-2-7560-5025-6, présentation en ligne)

## Hommage
Le 4e Bataillon de l’École spéciale militaire de Saint-Cyr rend hommage au chef de bataillon Raymond Dronne, la promotion 2014-2015 est baptisée à son nom par le général Antoine Windeck, commandant des Écoles, le 4 décembre 2014.

## Décorations
- Grand officier de la Légion d'honneur
- Compagnon de la Libération (décret du 29 décembre 1944)
- Croix de guerre 1939–1945 (7 citations)
- Croix de guerre des Théâtres d'opérations extérieurs (2 citations)
- Médaille de la Résistance française
- Médaille coloniale
- Insigne des blessés militaires
- Commandeur de l'Étoile noire (Bénin)